# Olivier Sanou
Olivier Sanou (ur. 2 lipca 1975) – lekkoatleta z Burkina Faso, trójskoczek i skoczek wzwyż, dwukrotny olimpijczyk. 
Czterokrotnie zdobywał medale na Mistrzostwach Afryki - brązowy w skoku wzwyż w 1996, brązowy w trójskoku w 2000, oraz złote w trójskoku w 2002 i 2004. Na Igrzyskach Afrykańskich w 2003 zdobył brąz w trójkoku. Dwukrotnie reprezentował swój kraj na igrzyskach olimpijskich, w Atlancie spalił wszystkie próby w skoku wzwyż, a w Atenach odpadł w 1 rundzie eliminacji w trójskoku z wynikiem 15.67 m.  
Jego brat Idrissa Sanou również jest lekkoatletą (sprinterem) i olimpijczykiem.
Rekordy życiowe w trójskoku: stadion – 16,91 (6 sierpnia 2003, Castres); hala – 16,09 (5 marca 2004, Budapeszt). Rezultaty Sanou do 2017 były rekordami Burkina Faso.